# Mark Landsberger
Pour les articles homonymes, voir Landsberger.
Mark Landsberger, né le 21 mai 1955 à Minot, dans le Dakota du Nord, est un ancien joueur américain de basket-ball. Il évolue durant sa carrière au poste d'ailier fort.

## Palmarès
- Champion NBA 1980, 1982